# Svenska kyrkan i Dubai
Svenska kyrkan i Dubai är en av Svenska kyrkans utlandsförsamlingar. 

## Administrativ historik
Församlingen bildades 1986.

## Komministrar
| Ämbetstid | Namn            | Levnadstid | Övrigt |
| --------- | --------------- | ---------- | ------ |
| 2014–2016 | Marcus Nylander | 1987–      | [ 1 ]  |

### Fotnoter
1. ↑   Matrikel 2016: Svenska kyrkan (69:a utgåvan). Stockholm: Verbum. 2016. sid. 416. ISBN 978-91-5263615-2